# Ebrach
Ebrach est une commune d'Allemagne située en Bavière.

## Histoire
Des textes permettent de dater l'introduction du sylvaner en Allemagne en 1665 importé par l'abbé Alberich Degen dans son abbaye cistercienne. L'ancienne abbaye (actuellement maison d'arrêt), premier établissement cistercien fondé sur la rive droite du Rhin en 1127, subit une transformation baroque radicale aux XVIIe et XVIIIe siècles sous la direction de Dientzenhofer, puis de Balthasar Neumann.

## Jumelage
La présence de l'abbaye cistercienne d'Ebrach a incité la commune d'Ebrach à se jumeler avec la commune française de Ville-sous-la-Ferté, où est située l'abbaye cistercienne de Clairvaux, la plus prolifique de tout l'ordre.